# El océano al final del camino
El océano al final del camino es una novela de fantasía escrita por Neil Gaiman.

## Personajes

### Familiares
- El narrador/el niño: es el protagonista de la historia, no se especifica su nombre pero tiene siete años y le encanta leer historias de aventuras, dice que en el colegio los otros niños se meten con él. No tiene amigos, excepto Lettie Hempstock.
- Hermana: es la hermana pequeña del protagonista, varios años menor que él. Ella parece encantada con el hecho de tener una nueva niñera, adora a Ursula Monkton y de mayor quiere ser como ella. Desconoce su verdadera identidad. Toca el piano y le encanta ver la tv.
- Padre: el padre  del protagonista y su hermana. Un hombre bastante cariñoso al principio pero con muy mal genio. Es el personaje más influenciado por Ursula Monkton, ya que ella consigue seducirlo y provoca en él mucho odio hacia su propio hijo.
- Madre: la madre del protagonista y de su hermana. Es una mujer muy trabajadora que se pasa el día fuera de casa. Acaba de conseguir un empleo en una Óptica del pueblo, por eso contrata a Ursula Monkton, de la que dice, tiene muy buenas referencias.

### Las Hempstock
- Lettie Hempstock: es una niña de once años, bastante lista y valiente, se hace amiga del protagonista y, en esencia, es la responsable de todo lo ocurrido, ya que fue ella la que se lo llevó al lugar extraño donde estaba "la pulga". Es la que lo resuelve todo con diplomacia y un enorme poder.
- La anciana señora Hempstock: es la abuela de Lettie, una señora muy vieja que pasea por las noches por su granja con un enorme bastón. Es muy sabia y le encanta recortar pedazos de tela y volverlos a coser. Además suele ordeñar las vacas y preparar la leche diariamente.
- Ginnie Hempstock: es la madre de Lettie, la hija de la anciana señora Hempstock. Es una mujer muy inteligente también y muy cariñosa, es bastante regordeta y adora tener en casa al protagonista.

### Seres
- Ursula pete: su verdadero nombre es Skarhach de la Fortaleza, su apariencia original es la de una manta andrajosa que sobre vuela un campo con el cielo anaranjado, está hecha de tela putrefacta y vieja. Pertenece a una especie de seres conocidos como "Pulgas".
- Los Pájaros del Hambre (limpiadores): son unos buitres prehistóricos que se encargan de limpiar cualquier rastro que dejan las pulgas, son los encargados de devolverlo todo a la normalidad, dan mucho miedo por su apariencia, tienen los dientes afilados y es lo que más teme Lettie Hempstock.